# Новоселівка (Гайсинський район)
Новосе́лівка — село в Україні, у Гайсинській міській громаді Гайсинського району Вінницької області. Розташоване на лівому березі річки Соб (притока Південного Бугу) за 17 км на південний захід від міста Гайсин та за 2,5 км від автошляху Р33. Населення становить 77 осіб (станом на 1 січня 2015 р.).

## Історія
Про мистецтво села знятий документальний фільм.
7 (20) листопада 1917 року, відповідно до Третього Універсалу Української Центральної Ради, увійшло до складу Української Народної Республіки.
12 червня 2020 року, відповідно до розпорядження Кабінету Міністрів України № 707-р «Про визначення адміністративних центрів та затвердження територій територіальних громад Вінницької області», село увійшло до складу Гайсинської міської територіальної громади.
19 липня 2020 року, в результаті адміністративно-територіальної реформи та ліквідації Гайсинського району (1923—2020), село увійшло до складу новоутвореного Гайсинського району.

## Відомі люди
- Бабак Владислав Миколайович (1999—2024) — головний сержант Збройних сил України, учасник російсько-української війни; повний кавалер ордена «За мужність».
- Воловенко Ігор Іванович (1975—2016) — старший солдат Збройних сил України, учасник російсько-української війни[5].
- Міщенко Фросина Іванівна (1926—2021) — видатна майстриня гончарного мистецтва, член НСМНМУ, заслужений майстер народної творчості України.